# Стефан Белл
Стефан Белл (нім. Stefan Bell; нар. 24 серпня 1991, Андернах, Німеччина) — німецький футболіст, центральний захисник клубу «Майнц 05».

## Ігрова кар'єра

### Клубна
Стефан белл є вихованцем клубу «Майнц 05». Одразу пробитися до основи клубу футболіст не зміг і був відправлений в оренду для набуття ігрової практики. Вже влітку 2010 року захисник перебрався до клубу «Мюнхен 1860», де провів наступний сезон. Першу гру в команді футболіст зіграв у серпні 2010 року.
Після повернення з оренди Белл знову на сезон відправився в оренду. Цього разу це був клуб Другої Бундесліги «Айнтрахт». Паралельно з цим Белл грав і у другій команді «Айнтрахта» у Регіональній лізі.
Після закінчення оренди Белл повернувся у «Майнц». Першу гру в команді футболіст провів у грудні 2012 року.

### Збірна
З 2010 року Стефан Белл виступав за юнацькі та молодіжну збірну Німеччини.